# Schallbrechung
Die Schallbrechung, auch Refraktion, ist ein grundlegendes Phänomen bei der gestörten Ausbreitung von Schallwellen. Trifft eine Schallwelle unter einem gegebenen Einfallswinkel α schräg auf eine Grenzfläche auf, so wird in der Regel – und zwar in Abhängigkeit von den physikalischen Eigenschaften des Schallvorgangs und den molekularen Kenngrößen des Übertragungsmediums – ein gewisser Anteil in das schallzuführende Medium zurückgeworfen (vergleiche Schallreflexion), während ein anderer Anteil in das aufnehmende Medium eindringt und sich dort weiter ausbreitet. Dabei erfährt der Schall an der Grenzfläche eine Richtungsänderung, die man als Schallbrechung bezeichnet.
Die auftretende Richtungsänderung hängt vom Verhältnis der Schallgeschwindigkeiten des zuführenden c1 und des aufnehmenden c2 Übertragungsmediums ab. In Anlehnung an den Brechungsindex in der Optik bezeichnet man diesen Quotienten als akustischen Brechungsindex oder Schallbrechzahl n:
{\displaystyle n={\frac {\sin \alpha }{\sin \beta }}={\frac {c_{1}}{c_{2}}}\,}.
Grundsätzlich wird der Schall dann zum Einfallslot hin gebrochen, wenn die Schallgeschwindigkeit des zuführenden Mediums größer ist. In der Formel für den akustischen Brechungsindex ist dann c1 > c2. Im umgekehrten Fall, also c1 < c2, wird der Schall vom Einfallslot weg gelenkt.
Das Phänomen der Schallbrechung findet vielfältige praktische Anwendung, z. B. bei akustischen Linsen, wie man sie sowohl zur Sammlung als zur Zerstreuung von Schall anwendet und zwar insbesondere in der Ultraschalltechnik als auch bei der Schallausbreitung im Freien.